# Games TM
GamesTM (estilizado como gamesTM) es una revista de videojuegos multiformato británica, que cubre información de PlayStation 3, Xbox 360, Wii, GameCube, Xbox, PlayStation 2, juegos de PC, Game Boy Advance, PlayStation Portable, Nintendo DS y máquinas de juegos de arcade. El primer número de la revista fue lanzado en diciembre de 2002. Desde 2008 GamesTM comenzó a publicarse en Alemania, Países Bajos y Bélgica, cada uno en su idioma.